# Ice Seguerra
Ice Seguerra (dawniej Aiza Seguerra), właśc. Cariza Yamson Seguerra (ur. 17 września 1983 w Calaug) – filipiński transpłciowy piosenkarz, gitarzysta, aktor filmowy i telewizyjny.
Początkowo popularność zyskał jako aktor, jako dziecko wystąpił w ponad 30 filipińskich filmach i programach telewizyjnych. W późniejszym okresie rozpoczął karierę muzyczną – jako wokalista popowy i gitarzysta. Debiutował w 2001 r. singlem „Pagdating ng Panahon”, który stał się przebojem. Album z tegoż roku pokrył się pięciokrotnie platyną.
Od 2014 roku identyfikuje się jako transpłciowy mężczyzna.
Ukończył UST College of Fine Art and Design.

## Dyskografia (wybór)
Albumy
- 2001: Pagdating Ng Panahon
- 2002: Pinakamamahal
- 2003: A First! Live in Concert
- 2003: Sabi Ng Kanta
- 2009: Aiza Seguerra Live
- 2010: Perhaps Love